# Cambronne-lès-Ribécourt
Cambronne-lès-Ribécourt è un comune francese di 1 948 abitanti situato nel dipartimento dell'Oise della regione dell'Alta Francia.

## Società

### Evoluzione demografica
Abitanti censiti